# José Pérez Allende
José Pérez Allende fue un jinete mexicano que compitió en la modalidad de concurso completo. Ganó dos medallas en los Juegos Panamericanos de 1955, oro en la prueba por equipos y bronce en individual.

## Palmarés internacional
| Juegos Panamericanos | Juegos Panamericanos      | Juegos Panamericanos | Juegos Panamericanos |
| Año                  | Lugar                     | Medalla              | Categoría            |
| -------------------- | ------------------------- | -------------------- | -------------------- |
| 1955                 | Ciudad de México (México) | Medalla de oro       | Por equipos          |
| 1955                 | Ciudad de México (México) | Medalla de bronce    | Individual           |